# Heilbach
Heilbach település Németországban, Rajna-vidék-Pfalz tartományban. Lakosainak száma 116 fő (2023. december 31.).

## Népesség
A település népességének változása:
| Lakosok száma | 146  | 126  | 125  | 110  | 111  | 116  |
|               | 1975 | 2017 | 2019 | 2021 | 2022 | 2023 |